# Nihon Hidankjo
Japan Confederation of A- and H-Bomb Sufferers Organizations (日本原水爆被害者団体協議会, Nihon gensuibaku higaisha dantai kyōgi-kai) , pogosto skrajšano na Nihon Hidankyō (日本被団協, Nihon Hidankyō)  . ō) je skupina, ki predstavlja preživele ( znan kot hibakuša ) atomskih bombnih napadov na Hirošimo in Nagasaki. Organizacija je bila ustanovljena leta 1956.
Konfederacija zbira z intervjuji in spominskimi izročili množico zgodb o uporabi jedrskega orožja. Organizacija je leta 2024 prejela Nobelovo nagrado za mir "za svoja prizadevanja za svet brez jedrskega orožja in ker je s pričevanjem ponujala dokaze, da se jedrsko orožje ne sme nikoli več uporabiti".  
Nihon Hidankyo je nacionalna organizacija, ki jo sestavljajo skupine preživelih žrtev atomske bombe iz Hirošime in Nagasakija v vsaki prefekturi.  Padavine iz Castle Bravo, testa termonuklearnega orožja, ki so ga leta 1954 izvedle Združene države na atolu Bikini, so povzročile akutni radiacijski sindrom pri prebivalcih sosednjih atolov in 23 članih posadke japonske ribiške ladje Daigo Fukuryū Maru . To je vodilo do oblikovanja Japonskega sveta proti atomskim in vodikovim bombam v Hirošimi naslednje leto.  Navdihnjeni in podprti s tem gibanjem so preživeli atomske bombe 10. avgusta 1956 na drugi letni konferenci sveta v Nagasakiju ustanovili Nihon Hidankyo. 

## Dejavnosti
Od oktobra 2024 dejavnosti Nihon Hidankyo vključujejo: 
- Zavzemanje za odpravo jedrskega orožja in zahteve po državnih odškodninah
- Ukrepi peticije proti japonski vladi, Združenim narodom in drugim vladam
- Odstranitev in odstranitev jedrskega orožja, vzpostavitev mednarodne pogodbe za jedrsko razorožitev, organizacija mednarodnih konferenc, uzakonitev nejedrskih zakonov in krepitev podpornih ukrepov za hibakušo
- Ozaveščanje o resničnosti atomskih bombnih napadov doma in v tujini
- Raziskave, študije, publikacije, razstave in srečanja o škodi zaradi atomske bombe
- Posvetovanje in podporne dejavnosti za hibakušo

Hibakuša je izraz, ki povzema osebo, ki je bila izpostavljena bombi. Izraz je na začetku povzemal kakršnokoli razstrelivo, a je postal domač za potrebo organizacije kot za civilno prebivalstvo izpostavljeno eksploziji atomske ali vodikove bombe.

## Nagrade
- 2003: Seán MacBride nagrada za mir [7]
- 2010: Nagrada za družbeni aktivizem Svetovnega vrha Nobelovih nagrajencev za mir [8]
- 2024: Nobelova nagrada za mir [1] [9]

Preden je prejel Nobelovo nagrado za mir, je Nihon Hidankyo v letih 1985, 1994 in 2015 predlagal tudi Mednarodni mirovni urad s sedežem v Švici.